# اندیس دره زنجیر
دره زنجیر یک اندیس فلزی است که در حوالی شهر تفت استان یزد قرار دارد و مادهٔ معدنی موجود در آن، سرب و روی است.  